# Andreas Podbielski
Andreas Podbielski (* 9. Dezember 1955 in Frankfurt am Main) ist ein deutscher Mikrobiologe und Infektionsepidemiologe, Träger der Ferdinand-Cohn-Medaille der Deutschen Gesellschaft für Hygiene und Mikrobiologie, Hochschullehrer und langjähriger Direktor des Instituts für Medizinische Mikrobiologie, Virologie und Hygiene an der Universitätsmedizin Rostock.

## Leben
Andreas Podbielski studierte von 1974 bis 1979 Biologie an der Universität in Heidelberg. Sowohl seine Diplomarbeit als auch seine naturwissenschaftliche Promotion absolvierte er am Institut für Virologie des Deutschen Krebsforschungszentrums Heidelberg. Im Jahr 1982 promovierte Andreas Podbielski mit dem Abschluss zum Dr. rer. nat. Von 1980 bis 1986 studierte er zusätzlich Medizin an den Universitäten in Heidelberg und Mainz. Nach dem Praktischen Jahr erfolgten an der Universität Mainz 1986 die Promotion zum Dr. med. und die Approbation als Arzt. Von 1987 bis 1996 arbeitete Andreas Podbielski als Wissenschaftlicher Mitarbeiter an der Medizinischen Fakultät der Technischen Universität Aachen am Institut für Medizinische Mikrobiologie. 1991 war er als Stipendiat der New Yorker Max-Kade-Foundation an der University of Minnesota (Minneapolis, USA) als Gastwissenschaftler tätig. Nach einer weiteren einjährigen Ausbildung im Jahr 1992 an der Medizinischen Fakultät der Technischen Universität Aachen, qualifizierte er sich an der TH in Aachen zum Facharzt für Medizinische Mikrobiologie und Infektionsepidemiologie, wo 1994 die Habilitation folgte. Von 1993 bis 1996 war Andreas Podbielski Assistenzprofessor und Facharzt für Mikrobiologie und Infektionsepidemiologie. 1994 wurde er zum Oberarzt ernannt. Im Jahr 2000 wurde er zum C3-Professor für Medizinische Mikrobiologie und Hygiene an der Universität Ulm ernannt.
Nach seinem Ruf nach Rostock wirkt er seit 2000 als C4-Professor am Institut für Medizinische Mikrobiologie, Virologie und Hygiene an der Universität Rostock. 2005 erfolgte die Qualifikation zum Facharzt für Hygiene und Umweltmedizin in Rostock. Neben seinen Aufgaben am Institut für Medizinische Mikrobiologie, Virologie und Hygiene, ist Andreas Podbielski am Medizinischen Versorgungszentrums der Universitätsmedizin Rostock in der Praxis für Laboratoriumsmedizin an der Versorgung der niedergelassenen Ärzte mit Spezialdiagnostik beteiligt.

## Wissenschaftliche Forschungsschwerpunkte
Zu Beginn seiner wissenschaftlichen Karriere Anfang der 1990er Jahre beschäftigte sich Andreas Podbielski mit der genetischen und molekularen Charakterisierung von Betalaktamase-Resistenzgenen innerhalb der Bakteriengattung der Klebsiellen, sowie mit Gentamycin-Resistenzgenen in den Bakterienspezies Enterococcus faecalis, Enterococcus faecium und Streptococcus agalactiae.
Beginnend Mitte der 1990er bis weit in die 2000er Jahre dominierte ein zentrales Virulenzgenregulon der exklusiv humanpathogenen Bakterienspezies Streptococcus pyogenes (Gruppe A Streptokokken, GAS) sein wissenschaftliches Interesse. Das in diesem Regulon kodierte M Protein diente seit der Entdeckung durch Rebecca Lancefield in den 1940er Jahren als ein molekulares Differenzierungs-Tool zur Serotypisierung der S. pyogenes und somit auch als Basis epidemiologischer Studien. Auf diesem Gebiet leistete Andreas Podbielski international anerkannte Pionierarbeit zur molekularen S. pyogenes Typisierung und mechanistischen Pathogenitätsforschung. Dabei war er an der Identifikation und funktionalen Charakterisierung weiterer S. pyogenes Virulenzfaktoren, Transkriptionsregulatoren und der S. pyogenes Regulationsnetzwerke beteiligt und trug somit maßgeblich zu einem vertieften Verständnis der S. pyogenes Pathogenesemechanismen bei.
Neben Fallberichten aus seinem diagnostischen Alltag verlagerte sich die wissenschaftliche und publizistische Aktivität ab Mitte der 2000er Jahre auf die Bakterien-Biomaterialinteraktion sowie auf das aktuelle Forschungsgebiet der Präanalytik. Letzteres beinhaltet Untersuchungen zur qualitativen und quantitativen Eignung von Materialien und Beprobungstechniken direkt am Patienten, um den Nachweis von Bakterien in Patientenmaterial zu verbessern. Damit legte der Hygieniker seinen Fokus vor allem auf die Qualitätsverbesserung der deutschlandweiten mikrobiologischen Diagnostik.
Andreas Podbielski ist für sein Lebenswerk im Dienste der medizinischen Mikrobiologie mit der Ferdinand-Cohn-Medaille der Deutschen Gesellschaft für Hygiene und Mikrobiologie (DGHM) ausgezeichnet worden. Die Auszeichnung würdigt sein jahrelanges Engagement als Herausgeber der Mikrobiologisch-infektiologischen Qualitätsstandards (MiQ), seine Mitarbeit an Leitlinien der wissenschaftlichen Medizin, der Qualitätssicherung und dem Arbeitsschutz sowie seinen außerordentlichen Einsatz in der Krankenhaushygiene und Öffentlichkeitsarbeit.

## Öffentliches Wirken
Im Prozess des Mediziners David Bardens gegen den Impfgegner Stefan Lanka über ein Preisgeld für den Beweis der Existenz des Masernvirus wurde Podbielski als Sachverständiger hinzugezogen. Nach Ansicht von Podbielski weisen die von Bardens vorgelegten Publikationen das Masernvirus nach. Dennoch verlor Bardens in zweiter Instanz vor dem Oberlandesgericht in Stuttgart den Rechtsstreit aufgrund von Formalien. Auch in zahlreichen weiteren Gerichtsverfahren wurde Andreas Podbielski für hygienische und infektiologische Gutachten basierend auf seiner langjährigen klinischen und diagnostischen Expertise als berufener Gutachter tätig.
Podbielski tritt in seiner Funktion als Virologe und Hygiene-Experte während der Covid-19-Pandemie auf. So kritisierte er beispielsweise in Übereinstimmung mit dem Robert Koch-Institut (RKI) die FFP2-Maskenpflicht, da die Spezialmasken belastend sind und Gesundheitsrisiken bergen. Auch die Gesundheitsbehörde ECDC (European Centre for Disease Prevention and Control) bezweifelt den Mehrwert der universellen Verwendung von FFP2-Masken im Alltag. Podbielski setzt auf die konsequente Einhaltung der Hygieneregeln und nannte im Oktober 2021 angesichts relativ niedriger Infektionszahlen in der Urlaubshauptsaison in Mecklenburg-Vorpommern „Touristen in Hotels [...] nicht das entscheidende Problem“, für problematisch halte er Feiern mit vielen Menschen.

## Funktionen
- Sprecher der Ständigen Arbeitsgemeinschaft Mikrobiologisch-Infektiologische Qualitätsstandards, DGHM
- Herausgeber der Mikrobiologisch-infektiologischen Qualitätsstandards (MiQ)
- Mitglied des Ausschusses für Biologische Arbeitsstoffe (ABAS), Bundesanstalt für Arbeitsschutz und Arbeitsmedizin
- Mitarbeit an Leitlinien der wissenschaftlichen Medizin, der Qualitätssicherung und dem Arbeitsschutz
- Organisation der Fortbildungskurse für Krankenhaushygiene im Rahmen der curricularen Fortbildung „Krankenhaushygiene“ der Bundesärztekammer, Ständige Arbeitsgemeinschaft für Allgemeine und Krankenhaushygiene

## Mitgliedschaften in Wissenschaftlichen Gesellschaften
- Deutsche Gesellschaft für Hygiene und Mikrobiologie (DGHM)
- American Society for Microbiology (ASM)
- Bundesverband der Ärzte für Mikrobiologie (BÄMI)
- Paul-Ehrlich-Gesellschaft (PEG)
- Deutsche Gesellschaft für Krankenhaushygiene (DGKH)

## Auszeichnungen
- 1994 Förderpreis der Deutschen Gesellschaft für Hygiene und Mikrobiologie (DGHM)
- 1999 Merkle-Forschungspreis
- 2001 Hauptpreis der Deutschen Gesellschaft für Hygiene und Mikrobiologie (DGHM)
- 2012 Qualitätssicherungspreis der Deutschen Gesellschaft für Hygiene und Mikrobiologie (DGHM)
- 2021 Ferdinand-Cohn-Medaille der Deutschen Gesellschaft für Hygiene und Mikrobiologie (DGHM)

## Wissenschaftliche Publikationen
- https://pubmed.ncbi.nlm.nih.gov/?term=%22podbielski%20a%22%5Bauthor%5D